# Augusto Jorge de Baden-Baden
Augusto Jorge de Baden-Baden (em alemão:  August Georg Simpert; Rastatt, 14 de janeiro de 1706 — Rastatt, 21 de outubro de 1771) foi um nobre alemão, pertencente à Casa de Zähringen, e que foi o último Marquês de Baden-Baden.

## Biografia
Nascido no castelo de Rastatt, Augusto Jorge era o filho mais novo do marquês Luís Guilherme de Baden-Baden, famoso comandante do exército imperiale de sua mulher Sibila de Saxe-Lauemburgo, irmã de Ana Maria Francisca de Saxe-Lauemburgo, futura Grã-Duquesa da Toscana
Entre os seus irmão mais velhos encontravam-se Luís Jorge (que viria a suceder ao pai) e Augusta, Duquesa consorte de Orleães.
Em 1707 pela morte de seu pai, o seu irmão mais velho Luís Jorge sucede-lhe como Marquês de Baden-Baden mas, por ser ainda menor, fica sob regência de sua mãe. Entretanto, a mãe decide que Augusto Jorge seguiria uma carreira religiosa pelo que, em 1726, com 20 anos de idade, torna-se cónego da Catedral de Colónia e, em 1728, Deão em Augsburgo.
Em 1727, o seu irmão atingiu a maioridade e a mãe abandonou a regência do estado, vindo a falecer em 1733. O seu governo foi considerado popular.
Em 1735, Augusto Jorge abandonou a carreira religiosa e casou com Maria Vitória de Arenberg, filha do duque Leopoldo Filipe de Arenberg e de sua mulher, Maria Ludovica Francisca Pignatelli. O seu irmão, o duque Carlos Maria de Arenberg, pertencia ao exército imperial tal como o pai de Augusto Jorge. O casamento realizou-se a 7 de dezembro de 1735 no castelo de Rastatt, mas não produziu descendência.
Em 1761, com a morte do irmão (com 59 anos), Augusto Jorge sucede-lhe como Marquês. Mas, dado que nenhum dos dois teve descendência, tornou-se evidente que o estado passaria para a ramo cadete de Baden-Durlach que, na altura, era chefiado pelo seu primo distante Carlos Frederico de Baden-Durlach.
Assim, pela sua morte, em 1771, o ramo católico de Baden-Baden extinguiu-se em linha masculina, permitindo a união dos dois estados na pessoa do protestante Carlos Frederico de Baden-Durlach sendo, então, definindo liberdade de culto. O contrato estipulando a herança de Baden-Durlach foi assinado em 1765, seis anos antes da morte de Augusto Jorge.
Augusto Jorge morreu no castelo de Rastatt com 65 anos. A sua mulher sobreviveu-lhe até 1793. Ambos foram sepultados, lado a lado, na igreja Stiftskirche da cidade de Baden-Baden, mausoléu dos marqueses de Baden-Baden.
No seu reinado, Augusto Jorge criou, em honra de seu pai, conhecido por Türkenlouis (Luís Turco), a designada "Câmara Turca" no castelo de Rastatt, onde se encontravam guardados os despojos das campanhas contra os otomanos.